# William Guzmán
Wiliam Oswaldo Guzmán Aguilar (9 de septiembre de 1994, Guadalajara, Jalisco, México) es un futbolista mexicano que juega en la posición de Delantero. Actualmente milita en los Venados FC de la Liga de Expansión MX y surgió de las fuerzas básicas del Club Deportivo Guadalajara.
Debutó con el primer equipo del Guadalajara el 25 de octubre de 2013 en un partido contra Monarcas Morelia. En total disputó tres partidos con Chivas antes de ser cedido a préstamo a Coras de Tepic.